# Discografia di Tupac Shakur
Questa che segue è la discografia completa del rapper statunitense Tupac Shakur, dagli esordi fino a oggi

## Album inediti
• Troublesome 21 (1992)
• Thug Life:Volume 1 OG (1993-1994)
• Euthanasia (1995)
• One Nation (1996) 
• 3 Dayz (1996)

## Album

### Album in studio
| Anno | Titolo                                                                                      | Posizione più alta | Posizione più alta | Posizione più alta | Posizione più alta | Certificazioni                                               |
| Anno | Titolo                                                                                      | US                 | US R&B             | CAN                | UK                 | Certificazioni                                               |
| ---- | ------------------------------------------------------------------------------------------- | ------------------ | ------------------ | ------------------ | ------------------ | ------------------------------------------------------------ |
| 1991 | 2Pacalypse Now - Pubblicato: 12 novembre 1991 - Etichetta: Interscope                       | 64                 | 13                 | —                  | —                  | - US: Oro                                                    |
| 1993 | Strictly 4 My N.I.G.G.A.Z. - Pubblicato: 16 febbraio 1993 - Etichetta: Interscope, Atlantic | 24                 | 4                  | —                  | —                  | - US: Platino - UK: Argento                                  |
| 1995 | Me Against the World - Pubblicato: 14 marzo 1995 - Etichetta: Interscope, Out Da Gutta      | 1                  | 1                  | 20                 | 90                 | - US: 2x Platino - UK: Oro                                   |
| 1996 | All Eyez on Me - Pubblicato: 13 febbraio 1996 - Etichetta: Death Row, Interscope            | 1                  | 1                  | 11                 | 32                 | - US: Diamante - Australia: Oro - CAN: Platino - UK: Platino |

### Album postumi
| Anno | Titolo | Posizione più alta | Posizione più alta | Posizione più alta | Posizione più alta | Certificazioni                                |
| Anno | Titolo | US                 | US R&B             | CAN                | UK                 | Certificazioni                                |
| ---- | --- | ------------------ | ------------------ | ------------------ | ------------------ | --------------------------------------------- |
| 1996 | The Don Killuminati: The 7 Day Theory - Pubblicato: 5 novembre 1996 - Etichetta: Death Row, Interscope, Makaveli Records | 1                  | 1                  | 25                 | -                  | - US: 4x Platino - UK: Argento - CAN: Oro     |
| 1997 | R U Still Down? (Remember Me) - Pubblicato: 25 novembre 1997 - Etichetta: Amaru, Jive Records, Interscope                | 2                  | 1                  | 12                 | 44                 | - US: 4x Platino - UK: Oro - Paesi Bassi: Oro |
| 2001 | Until the End of Time - Pubblicato: 27 marzo 2001 - Etichetta: Amaru, Death Row, Interscope                              | 1                  | 1                  | 2                  | 31                 | - US: 4x Platino - UK: Oro - CAN: 2x Platino  |
| 2002 | Better Dayz - Pubblicato: 26 novembre 2002 - Etichetta: Amaru, Death Row, Interscope                                     | 5                  | 1                  | 7                  | 68                 | - US: 3x Platino - UK: Oro - CAN: 3x Platino  |
| 2004 | Loyal to the Game - Pubblicato: 14 dicembre 2004 - Etichetta: Amaru, Interscope                                          | 1                  | 1                  | 7                  | 20                 | - US: Platino - UK: Argento                   |
| 2006 | Pac's Life - Pubblicato: 21 novembre 2006 - Etichetta: Amaru, Interscope                                                 | 9                  | 3                  | 19                 | 90                 |                                               |

### Album collaborativi
| Anno | Titolo                                                                                        | Posizione più alta | Posizione più alta | Posizione più alta | Posizione più alta | Certificazioni                     |
| Anno | Titolo                                                                                        | US                 | US R&B             | CAN                | UK                 | Certificazioni                     |
| ---- | --------------------------------------------------------------------------------------------- | ------------------ | ------------------ | ------------------ | ------------------ | ---------------------------------- |
| 1994 | Thug Life: Volume 1 (con i Thug Life) - Pubblicato: 26 settembre 1994 - Etichetta: Interscope | 42                 | 6                  | -                  | -                  |                                    |
| 1999 | Still I Rise (con gli Outlawz) - Pubblicato: 14 dicembre 1999 - Etichetta: Interscope         | 6                  | 2                  | 9                  | 75                 | - US: Platino - UK: Oro - CAN: Oro |

### Album live
| Anno | Titolo                                                                                  | Posizione più alta | Posizione più alta | Posizione più alta | Posizione più alta | Certificazioni |
| Anno | Titolo                                                                                  | US                 | US R&B             | CAN                | UK                 | Certificazioni |
| ---- | --------------------------------------------------------------------------------------- | ------------------ | ------------------ | ------------------ | ------------------ | -------------- |
| 2004 | 2Pac Live - Pubblicato: 10 agosto 2004 - Etichetta: Death Row, Koch Records             | 54                 | 16                 | -                  | 67                 |                |
| 2005 | Live at the House of Blues - Pubblicato: 20 settembre 2005 - Etichetta: Death Row, Koch | 159                | 48                 | -                  | -                  | - UK: Oro      |

### Raccolte
| Anno | Titolo | Posizione più alta | Posizione più alta | Posizione più alta | Posizione più alta | Certificazioni |
| Anno | Titolo | US                 | US R&B             | CAN                | UK                 | Certificazioni |
| ---- | --- | ------------------ | ------------------ | ------------------ | ------------------ | --- |
| 1998 | Greatest Hits - Pubblicato: 24 novembre 1998 - Etichetta: Amaru, Death Row, Interscope, Jive                  | 3                  | 1                  | 18                 | 17                 | - US: Diamante - UK: 2x Platino - CAN: Platino - Australia: 2x Platino - Belgio: Oro - Germania: Oro - Paesi Bassi: Platino - Svizzera: Oro |
| 2000 | The Lost Tapes - Pubblicato: 18 aprile 2000 - Etichetta: Herb 'n Soul                                         | 178                | 49                 | -                  | -                  | |
| 2000 | The Rose that Grew from Concrete - Pubblicato: 17 ottobre 2000 - Etichetta: Amaru, Interscope                 | 89                 | 28                 | -                  | -                  | |
| 2003 | The Prophet: The Best of the Works - Pubblicato: 7 luglio 2003 - Etichetta: Amaru, Death Row, Interscope      | -                  | -                  | -                  | -                  | |
| 2005 | The Rose, Vol. 2 - Pubblicato: 20 settembre 2005 - Etichetta: Amaru, Interscope                               | -                  | -                  | -                  | -                  | |
| 2005 | The Prophet Returns - Pubblicato: 3 ottobre 2005 - Etichetta: Death Row, Universal                            | -                  | -                  | -                  | -                  | |
| 2007 | Beginnings: The Lost Tapes 1988-1991 - Pubblicato: 12 giugno 2007 - Etichetta: Koch                           | -                  | -                  | -                  | -                  | |
| 2007 | est of 2Pac, Part 1: Thug - Pubblicato: 4 dicembre 2007 - Etichetta: Amaru, Death Row, Interscope, Universal  | 65                 | 13                 | -                  | 76                 | - UK: Argento |
| 2007 | Best of 2Pac, Part 2: Life - Pubblicato: 4 dicembre 2007 - Etichetta: Amaru, Death Row, Interscope, Universal | 77                 | 15                 | -                  | -                  | |

### Album di remix
| Anno | Titolo                                                                               | Posizione più alta | Posizione più alta | Posizione più alta | Posizione più alta | Certificazioni |
| Anno | Titolo                                                                               | US                 | US R&B             | CAN                | UK                 | Certificazioni |
| ---- | ------------------------------------------------------------------------------------ | ------------------ | ------------------ | ------------------ | ------------------ | -------------- |
| 2003 | Nu-Mixx Klazzics - Pubblicato: 7 ottobre 2003 - Etichetta: Death Row, Koch           | 15                 | 5                  | -                  | -                  |                |
| 2007 | Nu-Mixx Klazzics Vol. 2 - Pubblicato: 20 settembre 2005 - Etichetta: Death Row, Koch | 45                 | 8                  | -                  | -                  |                |

### Colonne sonore
| Anno | Titolo                                                                           | Posizione più alta | Posizione più alta | Posizione più alta | Posizione più alta | Certificazioni          |
| Anno | Titolo                                                                           | US                 | US R&B             | CAN                | UK                 | Certificazioni          |
| ---- | -------------------------------------------------------------------------------- | ------------------ | ------------------ | ------------------ | ------------------ | ----------------------- |
| 2003 | Tupac: Resurrection (con AAVV) - Pubblicato: 11 novembre 2003 - Etichetta: Amaru | 2                  | 3                  | 3                  | 62                 | - US: Platino - UK: Oro |

### EP
| Anno | Titolo | Posizione più alta | Posizione più alta | Posizione più alta | Posizione più alta | Certificazioni |
| Anno | Titolo | US                 | US R&B             | CAN                | UK                 | Certificazioni |
| ---- | --- | ------------------ | ------------------ | ------------------ | ------------------ | -------------- |
| 2001 | Makaveli & Dillinger Don't Go 2 Sleep (con Daz Dillinger) - Pubblicato: 24 dicembre 2001 - Etichetta: Dogg Pound Gangstaz Records, Makaveli | -                  | -                  | -                  | -                  |                |

## Singoli
| Anno | Titolo                                                               | Posizioni in classifica | Posizioni in classifica | Posizioni in classifica | Posizioni in classifica | Posizioni in classifica | Album di provenienza                  |
| Anno | Titolo                                                               | US                      | US R&B/Hip-Hop          | US Rap                  | UK                      | US Rhythmic             | Album di provenienza                  |
| ---- | -------------------------------------------------------------------- | ----------------------- | ----------------------- | ----------------------- | ----------------------- | ----------------------- | ------------------------------------- |
| 1991 | Brenda's Got a Baby                                                  | —                       | 23                      | 3                       | —                       | —                       | 2Pacalypse Now                        |
| 1991 | If My Homie Calls                                                    | —                       | —                       | 3                       | —                       | —                       | 2Pacalypse Now                        |
| 1992 | Trapped                                                              | —                       | —                       | —                       | —                       | —                       | 2Pacalypse Now                        |
| 1993 | I Get Around (feat. Digital Underground)                             | 11                      | 5                       | 8                       | —                       | 7                       | Strictly 4 My N.I.G.G.A.Z.            |
| 1993 | Keep Ya Head Up                                                      | 12                      | 7                       | 2                       | —                       | 3                       | Strictly 4 My N.I.G.G.A.Z.            |
| 1993 | Papa'z Song                                                          | 87                      | 82                      | 24                      | —                       | —                       | Strictly 4 My N.I.G.G.A.Z.            |
| 1994 | Holler If Ya Hear Me                                                 | —                       | —                       | —                       | —                       | —                       | Strictly 4 My N.I.G.G.A.Z.            |
| 1994 | Cradle to the Grave (feat. Thug Life)                                | —                       | 91                      | 25                      | —                       | —                       | Thug Life: Volume 1                   |
| 1994 | Pour Out a Little Liquor (feat. Thug Life)                           | —                       | —                       | —                       | —                       | —                       | Thug Life: Volume 1                   |
| 1994 | How Long Will They Mourn Me? (feat. Thug Life)                       | —                       | —                       | —                       | —                       | —                       | Thug Life: Volume 1                   |
| 1995 | Dear Mama                                                            | 9                       | 3                       | 1                       | 27                      | 16                      | Me Against the World                  |
| 1995 | Old School                                                           | 9                       | —                       | 1                       | —                       | —                       | Me Against the World                  |
| 1995 | So Many Tears                                                        | 44                      | 21                      | 6                       | —                       | —                       | Me Against the World                  |
| 1995 | Temptations                                                          | 68                      | 35                      | 13                      | —                       | —                       | Me Against the World                  |
| 1996 | California Love (feat. Roger & Dr. Dre)                              | 1                       | 1                       | 1                       | 6                       | 2                       | All Eyez on Me                        |
| 1996 | 2 of Amerikaz Most Wanted (feat. Snoop Dogg)                         | —                       | —                       | —                       | —                       | —                       | All Eyez on Me                        |
| 1996 | How Do U Want It (feat. K-Ci & JoJo)                                 | 1                       | 1                       | 1                       | 6                       | 2                       | All Eyez on Me                        |
| 1996 | Hit 'Em Up (feat.The Outlawz)                                        | —                       | —                       | —                       | —                       | —                       | Nu-Mixx Classics                      |
| 1996 | All About U (feat. Nate Dogg, Snoop Doggy Dogg, Fatal & Yaki Kadafi) | —                       | —                       | —                       | —                       | —                       | All Eyez on Me                        |
| 1996 | I Ain't Mad at Cha (feat. Danny Boy)                                 | —                       | —                       | —                       | 13                      | —                       | All Eyez on Me                        |
| 1996 | Life Goes On                                                         | —                       | —                       | —                       | 15                      | —                       | All Eyez on Me                        |
| 1996 | Toss It Up (feat. Danny Boy, K-Ci & JoJo)                            | —                       | —                       | —                       | 15                      | —                       | The Don Killuminati: The 7 Day Theory |
| 1996 | To Live & Die in L.A.                                                | —                       | —                       | —                       | 10                      | —                       | The Don Killuminati: The 7 Day Theory |
| 1997 | Hail Mary                                                            | —                       | —                       | —                       | 43                      | —                       | The Don Killuminati: The 7 Day Theory |
| 1997 | Wanted Dead or Alive (feat. Snoop Dogg)                              | —                       | —                       | —                       | 16                      | —                       | Gridlock'd (OST)                      |
| 1997 | Made Niggaz (feat. Tha Outlawz)                                      | 75                      | —                       | 1                       | —                       | —                       | Gang Related (OST)                    |

## Singoli postumi
| Anno | Titolo                                                          | Posizioni in classifica | Posizioni in classifica | Posizioni in classifica | Posizioni in classifica | Posizioni in classifica | Album                         |
| Anno | Titolo                                                          | U.S. Hot 100            | U.S. R&B/Hip-Hop        | U.S. Rap                | UK Singles Chart        | Rhythmic Top 40         | Album                         |
| ---- | --------------------------------------------------------------- | ----------------------- | ----------------------- | ----------------------- | ----------------------- | ----------------------- | ----------------------------- |
| 1997 | "I Wonder If Heaven Got a Ghetto"                               |                         | #67                     | #14                     | #18                     | #21                     | R U Still Down? (Remember Me) |
| 1997 | "Do for Love"                                                   | #21                     | #10                     | #2                      | #12                     | #26                     | R U Still Down? (Remember Me) |
| 1998 | "Changes"                                                       | #5                      | #3                      | #3                      | #3                      | #5                      | Greatest Hits                 |
| 1998 | "Runnin'" (feat. The Notorious B.I.G.)                          | -                       | -                       | -                       | #15                     | -                       | -                             |
| 1998 | "Happy Home"                                                    | -                       | -                       | -                       | #17                     | -                       | Until the End of Time         |
| 1999 | "Unconditional Love"                                            | -                       | -                       | -                       | -                       | -                       | Greatest Hits                 |
| 2000 | "Baby Don't Cry (Keep Ya Head up II)" (feat. Tha Outlawz)       | #72                     | #36                     | -                       | -                       | #16                     | Still I Rise                  |
| 2001 | "Until the End of Time"                                         | #52                     | #21                     | -                       | #4                      | #20                     | Until the End of Time         |
| 2001 | "Letter 2 My Unborn"                                            | -                       | #64                     | -                       | #21                     | -                       | Until the End of Time         |
| 2002 | "Thugz Mansion" (feat. Nas)                                     | #19                     | #10                     | #4                      | #24                     | #5                      | Better Dayz                   |
| 2003 | "Still Ballin [Nitty Remix]" (feat. Trick Daddy)                | #69                     | #31                     | #15                     | -                       | #24                     | Better Dayz                   |
| 2003 | "Runnin' (Dying to Live)" (feat. The Notorious B.I.G.)          | #19                     | #11                     | #5                      | #17                     | #11                     | Tupac: Resurrection (OST)     |
| 2003 | "One Day at a Time (Em's Version)" (feat. Eminem & Tha Outlawz) | #50                     | #51                     | #22                     | -                       | #27                     | Tupac: Resurrection (OST)     |
| 2004 | "Thugs Get Lonely Too" (feat. Nate Dogg)                        | #98                     | #55                     | -                       | -                       | #31                     | Loyal to the Game             |
| 2005 | "Ghetto Gospel" (feat. Elton John)                              | -                       | -                       | -                       | #1                      | -                       | Loyal to the Game             |
| 2006 | "Untouchable" (feat. Krayzie Bone)                              | -                       | -                       | -                       | -                       | -                       | Pac's Life                    |
| 2006 | "Pac's Life" (feat. T.I. and Ashanti)                           | #104                    | #4                      | -                       | #21                     | #35                     | Pac's Life                    |